# Le bœuf sur le toit (Milhaud)
Le bœuf sur le toit op. 58 (dt.: Der Ochse auf dem Dach) ist eine Fantasie für Orchester von Darius Milhaud. Daneben existiert auch eine Ballettfassung. Die Aufführungsdauer beträgt ca. 15 – 20 Minuten.

## Entstehung
Während seines Aufenthalts in Brasilien von 1916 bis 1918 geriet Milhaud in Kontakt mit der dortigen Folklore und Musikwelt. Wieder daheim in Paris schrieb er 1919 das Stück unter Benutzung einiger brasilianischer Melodien und versah es mit dem Untertitel Cinéma-Fantaisie (dt.: Kinofantasie). Anstatt der von Milhaud geplanten Verwendung als Filmmusik (z. B. als Untermalung einer Stummfilmkomödie von Charlie Chaplin) diente es bei seiner Pariser Uraufführung am 21. Februar 1920 in der Comédie des Champs-Élysées als Musik zu einer Ballett-Pantomime-Inszenierung von Jean Cocteau, nun mit dem Untertitel The Doing-Nothing-Bar (dt.: Die Tu-Nichts-Bar). Der Titel Le bœuf sur le toit ist von einem gleichnamigen Volkslied übernommen.

## Ballettfassung
Die Handlung der Ballettfassung spielt während des damals neu eingeführten Alkoholverbots in den USA in einer Bar. Dort befinden sich verschiedenste Typen von Menschen, unter ihnen ein Boxer, ein schwarzer Zwerg, eine noble Dame, eine rothaarige Frau in Männerkleidung, ein Buchmacher, ein Herr in Abendgarderobe und der Barkeeper. Sie tragen Masken in Übergröße und tanzen in einem langsamen, pantomimischen Stil. Als der Polizist das Lokal betritt, mutiert die Bar augenblicklich zu einer Milchbar. Er untersucht dennoch weiter, wird aber bald darauf vom Barkeeper mittels eines monströsen Ventilators geköpft. Nachdem die rothaarige Frau mit dem Kopf getanzt hat und alle Gäste die Bar verlassen haben, reanimiert der Barmixer den Polizisten und lässt ihn die Rechnung des Abends bezahlen.

## Musik
Das Werk besitzt hauptsächlich einen fröhlich-lebhaften Charakter. Die musikalische Form ist weitgehend frei, erinnert aber an ein Rondo, und kann als Fantasie bezeichnet werden, mitunter sogar als Potpourri. Zu Beginn tritt das Thema („Thema des Barkeepers“) in C-Dur auf und wird im Laufe des Werks durch zusätzliche Melodien ergänzt, die ebenfalls Titel tragen wie „Auftritt der Frauen“, „Auftritt der Männer“, „Tanz des Buchmachers“, „Tango der zwei Frauen“, „Pfiff der Polizei“, „Tanz des kleinen Negers“, „Tanz Salomes“ usw. Auffällig sind neben den Transpositionen des Themas in sämtlichen 12 Dur-Tonarten auch die diversen Modulationen sowie die häufig wechselnden Tempi und Rhythmen. Nicht zuletzt macht sich die Polytonalität bemerkbar, die an manchen Stellen bis zu vier Tonarten gleichzeitig auftreten lässt und damit zu harmonischen Reibungen und Verzerrungen führt.

## Rezeption
Die Uraufführung stieß auf überwiegend positive Resonanz, wenn auch Milhaud zum Musikclown avancierte. Bald wurden einige Bars nach dem Werk benannt. Dem Komponisten dagegen missfiel die Umsetzung als Komödie und die Verulkung des Stücks, das er eigentlich nur als Collage brasilianischer Melodien angelegt hatte. 1921 erschien eine Fassung für Geige und Klavier. Ebenso existiert eine Bearbeitung für Klavier zu vier Händen.